# Juan García
Pour les articles homonymes, voir Juan García (homonymie) et García.
Juan García (fl. 1622) est un corsaire espagnol. Il fait partie des nombreux Espagnols qui défendent leur royaume en tant que corsaires dunkerquois pendant la guerre de Quatre-Vingts Ans. Il est connu pour avoir essayé, avec Pedro de la Plesa et Jan Jacobsen, de forcer le blocus imposé par la flotte hollandaise sur le port de Dunkerque. García et Pedro de la Plesa seront accusés d’avoir abandonné le capitaine Jan Jacobsen face à neuf navires de guerre hollandais.

## Biographie
En octobre 1622, alors que la flotte hollandaise bloque le port de Dunkerque, Jan Jacobsen, Pedro de la Plesa et García prennent la mer pour tenter de forcer le barrage. Un navire hollandais commandé par Jacob Volckertzoon Vinck aperçoit le navire de Pedro de la Plesa quittant le port d’Ostende. Jacob Volckertzoon Vinck part immédiatement informer une petite flotte stationnée à proximité, commandée par l’amiral Harman Kleuter, qui prend aussitôt la mer pour poursuivre Pedro de la Plesa. Il est rejoint par une escadrille venant de Den Briel commandée par Lambert Hendrikszoon. Lorsque cette flotte hollandaise fait face aux trois corsaires, García et Pedro de la Plesa prennent la fuite, laissant Jan Jacobsen seul face à ses adversaires.

## Sources
- (en) Cet article est partiellement ou en totalité issu de l’article de Wikipédia en anglais intitulé « Juan García » (voir la liste des auteurs).